# Kościół św. Józefa w Jarchlinie
Kościół św. Józefa w Jarchlinie – katolicki kościół filialny zlokalizowany we wsi Jarchlino w gminie Nowogard, w powiecie goleniowskim (województwo zachodniopomorskie). Należy do parafii św. Rafała Kalinowskiego w Nowogardzie.

## Historia i architektura
Kościół został wzniesiony w XV wieku. Jest budowlą kamienną, sytuowaną na planie prostokąta. Nakryty jest dwuspadowym dachem. Kościół był przebudowywany w XVIII i XIX wieku. W XVIII wieku nad zachodnią częścią korpusu nawowego dodano drewnianą, odeskowaną wieżę, nakrytą ośmiobocznym hełmem. Umieszczony z zachodniej ścianie portal oraz okna zostały w XIX wieku przemurowane z cegły.
Wnętrze kościoła nakrywa drewniany, odeskowany strop. Nad wejściem znajduje się empora. W prezbiterium zachował się XVIII-wieczny ołtarz, zdobiony kolumienkami.
Po II wojnie światowej kościół został poświęcony jako świątynia katolicka w dniu 1 lipca 1946 roku przez ks. Bogdana Szczepanowskiego TChr.